# Джек Голдстоун
Джек Голдстоун (англ. Jack Goldstone; нар. 30 вересня 1953) — американський соціолог, політолог та історик, який спеціалізується на дослідженні соціальних рухів, революцій, політичної демографії та «підйому Заходу» у світовій історії. Визнаний одним із провідних авторитетів у дослідженні революцій і довгострокових соціальних змін. Його роботи зробили основоположний внесок у галузі кліодинаміки, економічної історії та політичної демографії. Він був першим вченим, який детально описав і задокументував довгостроковий циклічний зв'язок між глобальними демографічними циклами та циклами політичних повстань і революцій Він також є одним із засновників нової галузі політичної демографії, що вивчає вплив місцевих, регіональних і глобальних демографічних тенденцій на міжнародну безпеку та національну політику.
Голдстоун є професором державної політики Шарської Школи політики та урядування в Університеті Джорджа Мейсона в Арлінгтоні, штат Вірджинія. У 2016 році він був професором державної політики Гонконгського університету науки і технологій і директором Інституту публічної політики HKUST.

## Праці
- Handbook of Revolutions in the 21st Century. The New Waves of Revolutions, and the Causes and Effects of Disruptive Political Change (Springer, 2022).
- International Handbook of Population Policies (Springer, 2022).
- Phases of global demographic transition correlate with phases of the Great Divergence and Great Convergence, Technological Forecasting and Social Change (2015)
- Revolutions: A Very Short Introduction (2014)
- Political Demography: How Population Changes are Reshaping International Security and National Politics co-edited with Eric P. Kaufmann and Monica Duffy Toft (2012)
- Understanding the Revolutions of 2011: Weakness and Resilience in Middle Eastern Autocracies Foreign Affairs (2011)
- Why Europe? The Rise of the West in World History 1500—1850 (2008)
- States, Parties, and Social Movements (2003)
- Revolutions: Theoretical, Compararative, and Historical Studies (2003) ISBN 9780155066793
- Goldstone, Jack A. (2016). Revolution and Rebellion in the Early Modern World: Population Change and State Breakdown in England, France, Turkey, and China,1600-1850 (вид. 25th Anniversary). Routledge. ISBN 9781315408606. Процитовано 22 листопада 2020.
- Revolutions of the Late Twentieth Century (1991)